# Sint-Gerolfkerk
De Sint-Gerolfkerk is de kerk van de Drongense parochie Drongen-Centrum, in de Oost-Vlaamse stad Gent. Deze neobarokke kerk werd ontworpen door de Gentse architect F. Cardon.

## De toren en de verdwenen abdijkerk
De kerk bevindt zich op de plaats van de verdwenen abdijkerk van de Oude Abdij van Drongen van de norbertijnen uit 1559, waarvan alleen de toren bewaard is gebleven. Het was een tweebeukige kerk van vijf traveeën
Deze 49 m hoge toren rust op een vierkante basis, waarop zes achthoekige verdiepingen volgen, bekroond met een peperbusvormige bekleding. De toren dankt hieraan zijn bijnaam de pepermolen. De toren kreeg zijn huidige vorm tussen 1732 en 1734, nadat zijn voorganger in 1727 door blikseminslag verloren was gegaan. De toren staat qua constructie en stijl los van de huidige kerk. De norbertijnenabt Petrus De Causemaker richtte hem op, naar een ontwerp van meester-metselaar Bernardus De Wilde. De toren werd beschermd in 1944.

## De Sint-Gerolfkerk
Het bijbehorende kerkgebouw dateert uit 1859 en is gebruikt door de norbertijnen en fungeerde als parochiekerk. De kerk is gewijd aan Onze-Lieve-Vrouw, en aan de patroonheiligen van Drongen: de martelaar Gerulfus (reliekschrijn bij een zijaltaar), Basinus en Aldegondis. Het is een driebeukige basilicale kerk, ingewijd door bisschop Lodewijk Jozef Delebecque. De veertien glasramen van de bovenbouw zijn aan Onze-Lieve-Vrouw gewijd en uitgevoerd door de Gentse gebroeders Ganton. De zestien glasramen van de benedenbouw vertonen scènes uit het leven van de andere patroonheiligen.
De portiekaltaren zijn afkomstig uit de verdwenen abdijkerk. Boven het hoogaltaar ziet men een schilderij met de moord op Gerolf als thema. Het Maria-altaar vertoont een schilderij van Antoon van den Heuvel met als onderwerp Maria en Jezus die een scapulier overhandigen aan de heilige Simon Stock. Het schilderij aan het altaar toegewijd aan Basinus toont de heilige terwijl hij een visioen krijgt om drie bidplaatsen op te richten in Drongen.
De preekstoel uit 1859 is van de hand van Karel Bruggeman uit Gent met de vier evangelisten die symbolisch zijn afgebeeld. Verder zijn er scènes uit het leven van de heilige Marcus te zien.

## Galerij

Interieur van de kerk
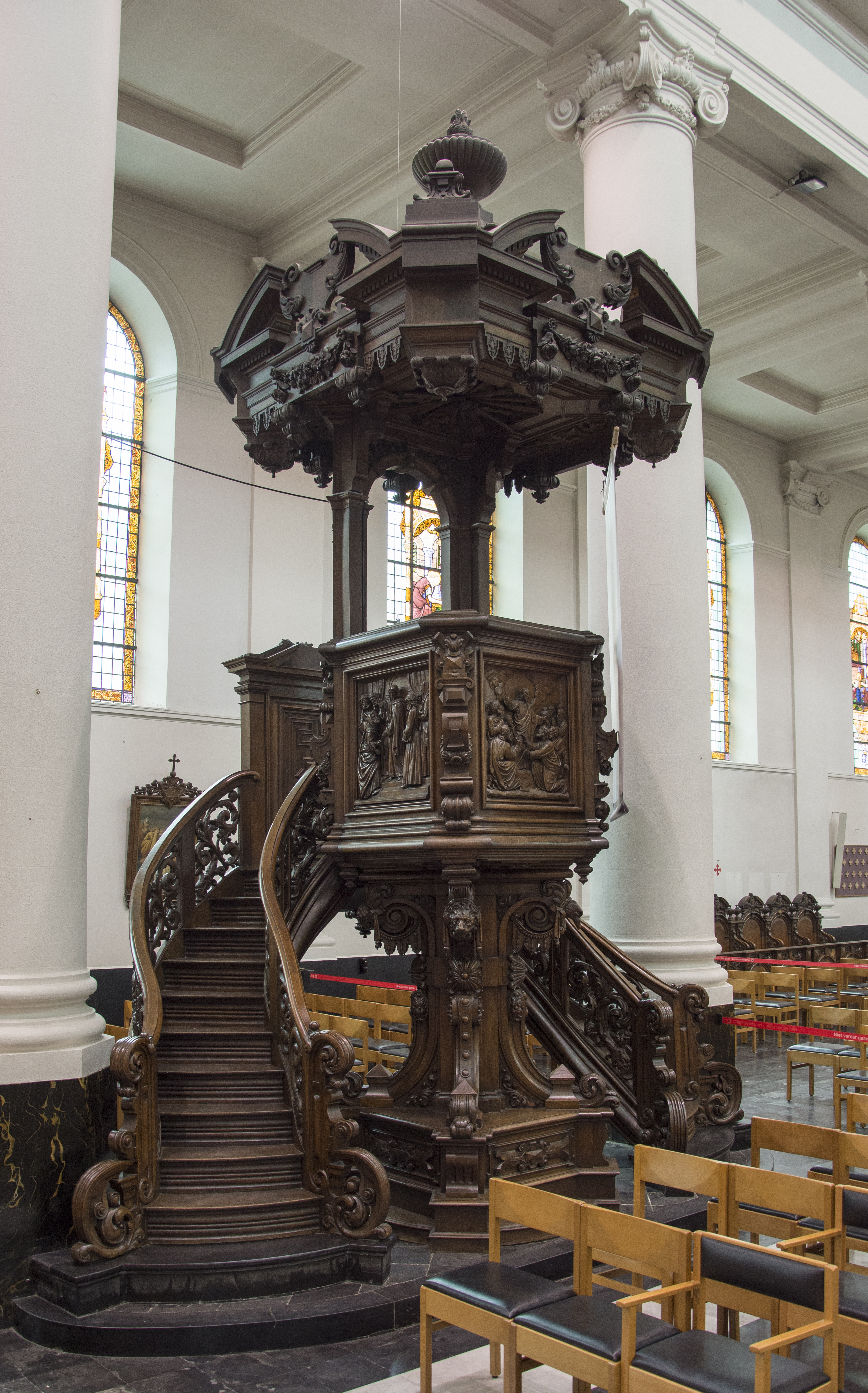
De preekstoel
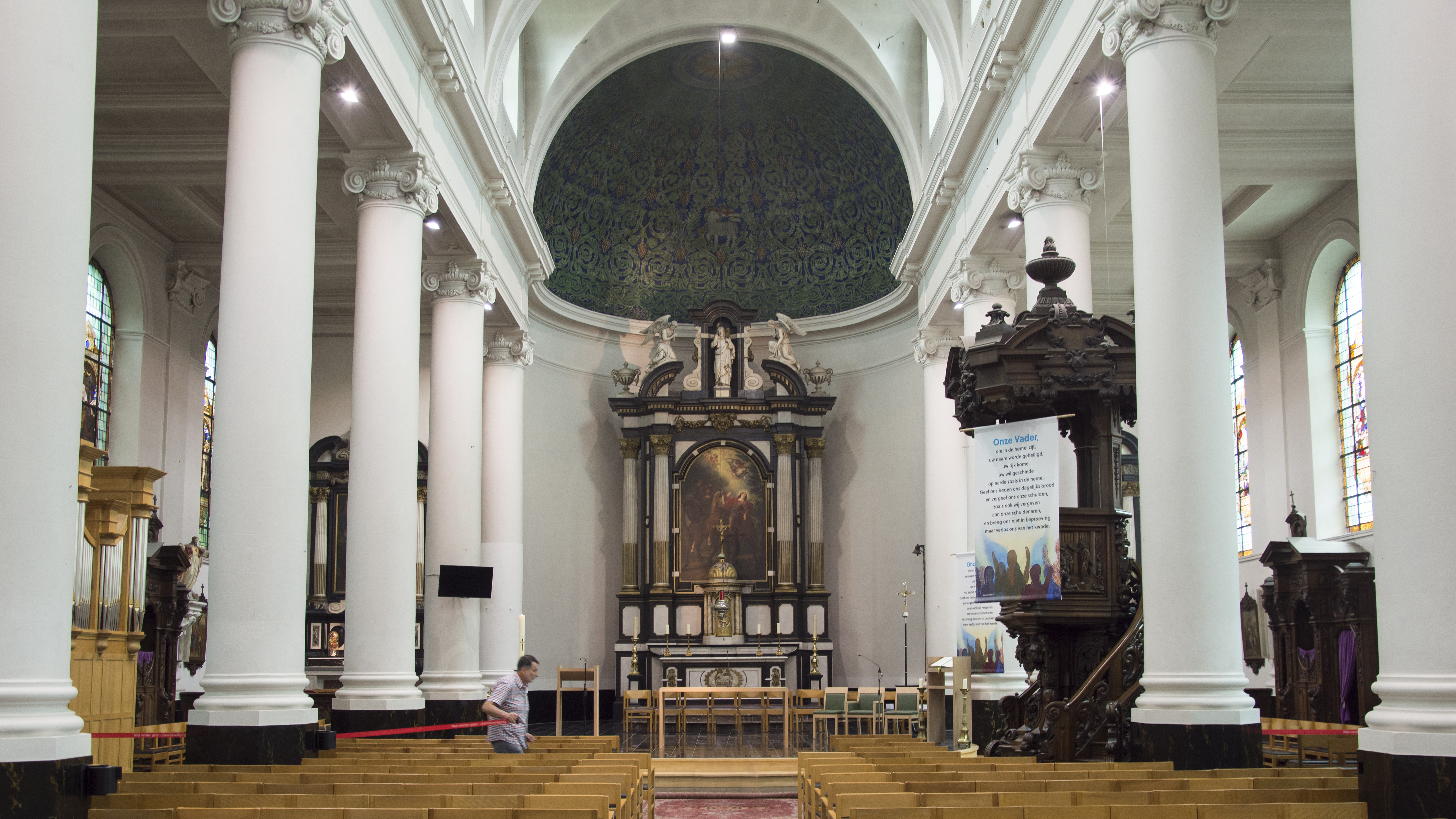
Het kerkschip
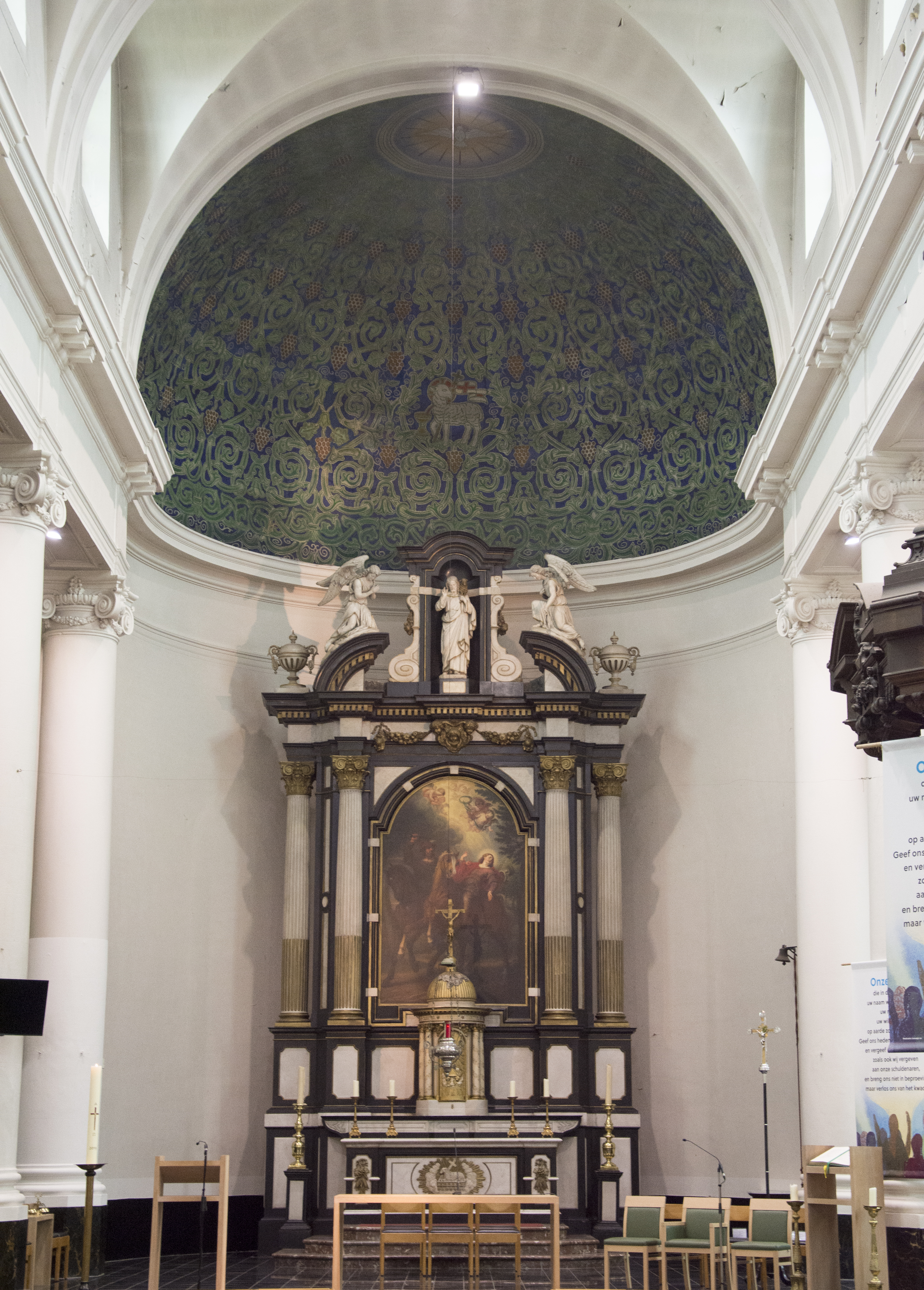
Het hoogaltaar